# Mariene ecoregio Noordzee
De Mariene ecoregio Noordzee (25) (Engels: North Sea marine ecoregion) is een biogeografische regio en ligt in het noordoosten van de Atlantische Oceaan in de Mariene provincie Noordelijke Europese Zeeën (2) in het Marien rijk Gematigde Noordelijke Atlantische Oceaan. De mariene ecoregio is vastgesteld door het World Wide Fund for Nature en The Nature Conservancy en is vernoemd naar de Noordzee.
In het oosten grenst het gebied aan de mariene ecoregio Baltische Zee (24), in het noorden aan de mariene ecoregio Zuidelijk Noorwegen (22), in het noordwesten aan de mariene ecoregio Faeröerplateau (21) en in het westen en zuidwesten aan de mariene ecoregio Keltische Zee (26).

## Geografie
De mariene ecoregio ligt in het noordoosten van de Atlantische Oceaan voor de oostkust van Schotland en Engeland, voor een stuk noordwestkust van Frankrijk met de regio's Hauts-de-France en Normandië, voor de kusten van België, Nederland, Duitsland (deels), Denemarken (deels), voor de westkust van Zweden en voor de zuidoostkust van Noorwegen. Het gebied omvat het grootste deel van de Noordzee en het zuidelijkste deel van de Noorse Zee, maar omvat niet de westkust van Noorwegen. In het oosten omvat het tevens de Skagerrak, Kattegat, Grote Belt, Kleine Belt, Kieler Bucht, Fehmarnbelt en grootste deel van de Mecklenburgerbocht. In het zuidoosten ook de Waddenzee. In het zuiden wordt ook het oostelijk deel van Het Kanaal omvat tot aan het schiereiland Isle of Purbeck in Engeland en schiereiland Cotentin van Normandië in Frankrijk. In het noordwesten omvat het gebied ook de Shetlandeilanden.
Door het gebied stromen de Noorse stroom (in het noorden) met meerdere takken naar het zuiden.

## Biogeografie
Het gebied kent zeeleven dat houdt van gematigde temperaturen.